# Micrococcus similis
Micrococcus similis är en insektsart som beskrevs av Leonardi 1907. Micrococcus similis ingår i släktet Micrococcus och familjen Micrococcidae. Inga underarter finns listade i Catalogue of Life.